# Pieter Anthonisz. van Groenewegen
Pieter Anthonisz. van Groenewegen (1590/1600–1658) byl nizozemský malíř krajinář. Narodil se v nizozemském městě Delft. Věnoval se především krajinomalbě. Odcestoval do Itálie, kde žil někdy mezi roky 1615–1623 na Via Bocca de Leone v Římě. Stal se členem uměleckého spolku Bentvueghels s přezdívkou Leeuw (Lev). Vrátil se do Delft, kde se stal v roce 1626 členem spolku Cech svatého Lukáše, ale poslední roky svého života strávil v Haagu, kde se v roce 1657 připojil ke spolku Confrerie Pictura, což byl více či méně akademický klub umělců založený v roce 1656 v Haagu místními umělci, kteří nebyli spokojeni s Cechem svatého Lukáše. Zemřel tam v následujícím roce. Mnoho jeho prací vlastní Rijksmuseum Amsterdam.